# أبرود (فومن)
أبرود (بالفارسية: آبرود) هي قرية تقع في غيلان في إيران. يقدر عدد سكانها بـ 614 نسمة بحسب إحصاء 2016.